# Организације самопомоћи
Организације самопомоћи су формално устројене организације које обезбеђују узајамну помоћ и подршку члановима који деле заједнички проблем. Кључно је да се један или више чланова успешно носило са овим проблемом. Неке од ових организација делују и на међународном нивоу као на пример: анонимни алкохоличари, анонимни коцкари, анонимни депресивци, анонимни неуротичари, самохрани родитељи, опоравак и др.